# 夜祭音頭
「夜祭音頭」（やさいおんど、英題: Yasai Ondo (Night Festival Dance Song)）は、日本のポップ・ロック・バンドである緑黄色社会の楽曲。2024年5月21日にSony Music Labelsの社内レーベルEpic Records Japanより配信限定シングルとして発売された。自主企画ライブ『緑黄色夜祭』のテーマソングとして書き下ろされた楽曲で、作詞作曲はメンバー全員による共作。

## 背景・リリース
2024年5月20日、自主企画ライブ『緑黄色夜祭』のテーマソングとしてメンバー全員による共作で書き下ろした「夜祭音頭」を翌日に発売することを発表。この発表に合わせて、新たなアーティスト写真も公開した。発売の告知に際して、メンバーは楽曲について緑黄色社会流・本気のお祭りソングと銘打っている。歌詞には緑黄色野菜として扱われる野菜の名前が登場する。
ドラムは城戸紘志による演奏で、本作のレコーディングについて和太鼓のLow成分を活かすため、フロアはシングルヘッドにしてみるなど色々試行錯誤したレコーディングで楽しかったですと振り返っている。
シングル発売の同日にはメンバーによる振付動画が公開された。
2025年2月19日に発売の5枚目のフルアルバム『Channel U』には収録されず、「ブレス」以来のアルバム未収録曲となった。

## 評価
音楽ライターの長瀬昇は、本作を総力戦で挑んだ今の緑黄色社会の「必殺の楽曲」とする一方で、凄絶な破壊力を有する異形のダンスナンバーでありながら、神輿の掛け声を引用しつつ「よいやさ」を《よい夜祭》と《よい野菜》、「そいや」を《枝豆や》などと置き換えることで、ファンが声を添えずにいられない「参加型」の楽曲になっている点に何より好感を覚えると評した。

## ミュージック・ビデオ
「夜祭音頭」のミュージック・ビデオは、2024年6月14日に公開された。監督は大久保拓朗が務めた。ミュージック・ビデオについて、『Billboard JAPAN』や『THE FIRST TIMES』はミニマルでカラフルポップな空間とお祭りソングをクールに歌い奏でるメンバーのコントラストに、時折登場する緑黄色野菜たちのアクセントが効いたスタイリッシュ＆シュールな作品と紹介している。

## クレジット
※出典（特記を除く）
- 緑黄色社会 – 演奏、作詞作曲、編曲
- 城戸紘志 – ドラム[7]
- 川口圭太 – 編曲
- 村上宣之 – ミキシング[15]

## チャート成績
| チャート (2024年)                      | 最高位 |
| -------------------------------------- | ------ |
| Japan Download Songs (Billboard JAPAN) | 29     |
| 日本 (オリコンデジタルシングル)        | 28     |